# Hugo Eigendorff
Hugo Eigendorff (* 18. Januar 1901 in Hannover; † 26. Januar 1980 in Altenburg) war ein deutscher Theaterregisseur und Opernsänger.

## Leben
Von 1920 bis 1924 studierte Eigendorff Gesang in Hannover und war dort Operettenkapellmeister. Ab 1924 war er Opernsänger in Detmold und hatte Engagements in Göttingen, Gotha und Erfurt. 1932 wurde Hugo Eigendorff Regieassistent in Hannover. 1935 erhielt er ein Engagement  am Deutschen Nationaltheater Weimar mit Der Freischütz, es folgten Parsifal, Der Ring des Nibelungen und viele weitere Inszenierungen.
1943 war er Oberspielleiter der Oper in Schneidemühl, 1944 und 1945 Oberspielleiter Oper am Deutschen Nationaltheater in Weimar. Vom 14. Mai 1945 bis 1947 arbeitete er als Oberspielleiter in Rostock; gemeinsam mit Willi Bredel eröffnete er das Theater Rostock mit Unterstützung der sowjetischen Besatzungsmacht mit den Inszenierungen „Figaros Hochzeit“, „Othello“ und „Der fliegende Holländer“. Zwischen 1947 und 1949 war Eigendorff Gastregisseur an vielen Theatern. Ab 1948 war er Intendant und Regisseur des Stadttheaters Bernburg. 1953 bis 1958 hatte er Engagements in Rudolstadt, Greiz, Zittau. 1958 bis 1966 war Eigendorff Leiter des künstlerischen Betriebsbüros am Landestheater Altenburg.
Hugo Eigendorff war mit der Kostümbildnerin Anneliese Eigendorff und der Sopranistin Edith Kirmße verheiratet. Er ist der Vater der deutschen Regisseurin Renee Eigendorff und des deutschen Regisseurs Rainer Eigendorff.